# Vanessa Atler
Vanessa Marie Atler (Valencia, 17 febbraio 1982) è un'ex ginnasta statunitense.
È stata campionessa di volteggio e corpo libero ai Goodwill Games del 1998; ha vinto titoli anche in Coppa del Mondo, American Cup e ai Campionati Nazionali Statunitensi; è stata inoltre la prima ginnasta statunitense a completare un salto Rudi al volteggio.
Cominciò ad avere problemi fisici e psicologici nel 1999, che non solo non le permisero di gareggiare al meglio o di entrare a far parte della squadra olimpica del 2000, ma la portarono a sviluppare comportamenti bulimici.

## Biografia
Vanessa Atler ha origini messicane, francesi e tedesche, ed è figlia di Ted e Nanette Atler. Durante la sua carriera si è fatta conoscere come abile volteggiatrice e corpoliberista, ma anche per le sue cadute alle parallele, sempre nel vivo di gare che la vedevano tra le favorite e spesso sugli stessi elementi. Questi suoi blocchi psicologici, che si manifestavano su quello che non a caso era il suo attrezzo tecnicamente peggiore, crearono discussione e pressione mediatica,  per lei insostenibile, durante tutta la sua carriera da senior.
Nel 2005 è apparsa nel programma tv Starting Over per parlare dei suoi problemi psicologici sorti durante la carriera da ginnasta, che non aveva ancora superato. Si è di nuovo espressa al riguardo nel 2017, toccando argomenti quali i suoi problemi di bulimia sorti nel 2000 dopo aver cominciato ad allenarsi con Valeri Liukin (raccontando di come venisse pesata tre volte al giorno, non le fosse permesso bere acqua durante gli allenamenti perché la faceva sembrare gonfia, e venisse portata a correre sul tapis-roulant con addosso sacchi della spazzatura) e lo scandalo riguardante le violenze sessuali di Larry Nassar, ex fisioterapista della nazionale femminile, su più di 100 ginnaste ("Mi ha fatto arrabbiare vedere persone che implicavano che solo perché a loro non aveva mai fatto nulla, non potesse quindi aver fatto qualcosa ad altri. Mi ha fatto ripensare a quando, durante la mia carriera, parlavo ma mi sembrava che nessuno mi ascoltasse").
Oggi lavora come allenatrice all'American Kids Sports Center a Bakersfield, ed ha due figli.

## Carriera sportiva

### Carriera Juniores
I suoi migliori risultati come Junior furono gli ori all around e al corpo libero ai Campionati Nazionali del 1996 a Knoxville, l'oro alla trave all'Olympic Festival del 1995 a Boulder (gareggiando anche contro ginnaste senior come la futura campionessa olimpica Kerri Strug) e l'oro al corpo libero dei Campionati Internazionali Juniores del 1995 a Yokohama.
Nel 1996, poiché troppo giovane di sole sei settimane, non può gareggiare per tentare di entrare nella squadra olimpica poi divenuta nota come Magnificent Seven, che alle Olimpiadi di Atlanta vince il primo oro olimpico (non boicottato) a squadre nella storia della ginnastica artistica statunitense.

### 1997: passaggio a senior
Nel 1997 gareggia all'American Cup vincendo due ori e un argento, e vince la Canberra Cup. Conduce una buona gara ai Campionati Nazionali, vincendo l'oro al volteggio durante la prima giornata, fino a quando non viene raggiunta in classifica da Kristy Powell dopo che il suo ultimo esercizio della due giorni, alle parallele, include una caduta e altri errori.

### 1998 e 1999: Goodwill Games e mondiali
Nel 1998 la Atler raggiunge l'età minima per competere in gare internazionali.
Un esercizio alle parallele con molti errori non le permette di vincere il concorso generale individuale all'American Cup (chiude quarta), pur gareggiando bene nelle finali ad attrezzo della stessa competizione (oro al volteggio e bronzo alle parallele).

Vince una medaglia d'oro al volteggio ed una di bronzo nell'all-around alla Copa Gimnastica di Città Del Messico; vince anche l'oro al volteggio e al corpo libero ai Goodwill Games di New York.
Ai Campionati Nazionali 1998, cade due volte alle parallele durante il primo giorno di gara, il che le impedisce di vincere l'oro nell'all-around nonostante una gara diversamente ben condotta.
Nel 1999, all'American Cup, la Atler diventa la prima ginnasta statunitense a completare un salto Rudi al volteggio. Vince tre ori (corpo libero, trave e volteggio), ma a causa di due cadute dalle parallele non vince il concorso generale individuale, finendo terza.
Ai Campionati Nazionali del 1999 perde il titolo nell'ultima rotazione a causa di una ennesima caduta dalle parallele e chiude seconda. Nelle finali ad attrezzo della gara vince il volteggio e la trave.
Nonostante la sua discontinuità alle parallele asimmetriche ed un infortunio alla caviglia patito al corpo libero durante un incontro in Francia, la Atler viene convocata insieme a Kristen Maloney, Elise Ray, Jeanette Antolin, Alyssa Beckerman (poi rimpiazzata da Jamie Dantzscher per un infortunio al polso) e Jennie Thompson (poi rimpiazzata da Morgan White per un infortunio alla caviglia)  per i Mondiali del 1999. Sempre a causa dell'infortunio alla caviglia, dovette però rinunciare a gareggiare ai World Team Trials, determinanti nella selezione della squadra.
Durante i Mondiali la Atler gareggia in maniera piuttosto imprecisa; nell'esercizio al corpo libero durante la finale individuale, cade due volte e non esegue il triplo avvitamento in ultima linea, ottenendo 7,900 punti, e nell'esercizio alla trave nella finale a squadre cade due volte, con vari sbilanciamenti annessi, ottenendo 8,025 punti.
La Atler porta a casa quindi un 6º posto a squadre (5º dopo la squalifica nel 2010 della cinese Dong Fangxiao e con lei di tutta la sua squadra), un 31º posto nel concorso generale individuale (30º per la stessa ragione citata sopra), e non riesce a competere nelle finali al corpo libero e alla trave, dove avrebbe dovuto sostituire la Maloney a sua volta infortunata, a causa dello stato sempre più critico della sua caviglia, che necessiterà poi di due interventi chirurgici: i dottori della squadra americana avevano diagnosticato l'infortunio come una slogatura, ma in realtà si presentavano varie fratture.

### 2000: Olympic Trials
Vanessa cambia allenatore dopo il ritorno dai campionati mondiali, a causa di problemi mai specificati. La Atler insistette nell'affermare che il problema non fossero le parallele. L'atleta aveva apparentemente chiesto più volte che venisse cambiato il suo esercizio, cosa che non avvenne mai in quanto il suo allenatore, Steve Rybacki, era determinato a dimostrare che potesse portare a termine senza particolari problemi l'esercizio, il che avvenne raramente.
Molti pensarono che il problema fosse dovuto a un'animata discussione tra la Atler e Rybacki dopo i campionati nazionali 1999. Vanessa si trasferì a Dallas, in Texas, per allenarsi con l'ex ginnasta sovietico Valeri Liukin.
La prima competizione importante di Vanessa dopo l'operazione alla caviglia sono i campionati nazionali 2000 a Saint Louis, nel Missouri, dove arriva quarta nel concorso generale, il suo peggior risultato individuale di sempre in quella competizione.
Poco tempo dopo la Atler prende parte agli Olympic Trials, gara che sarebbe servita per decidere i componenti della squadra olimpica. Non riesce, in nessuna delle due giornate di gara, a completare un esercizio in maniera pulita; i suoi errori più gravi sono sbagliare completamente l'uscita dell'esercizio alla trave, rischiando la paralisi, durante la prima giornata di gara, e durante la seconda cambiare, nonostante si trovasse già in fase di volo, il suo secondo volteggio. Nonostante la deludente performance si piazza sesta, il che non basta però per guadagnarsi un posto in squadra o tra le riserve. La sua esclusione dalla squadra desta grande clamore a causa della grande popolarità di cui gode tra i fan della ginnastica americana.
Dopo l'incontro, la ginnasta dichiara di essersi sentita "sollevata, nel profondo, perché so di non essermi impegnata, di non essere pronta e di non meritare un posto in squadra" dopo aver scoperto di essere stata esclusa dalla squadra.

### Dopo il 2000
Dopo i Trials, la Atler partecipa al TJ MAXX Tour Of Champions. Nel 2001 ricomincia ad allenarsi per un breve periodo di tempo con Ben Corr alla Rohnert Park Gymnastics, ma si ritira ad aprile del 2001 a causa di problemi personali.

### Esercizi (1998-1999)
- Corpo libero:Doppio teso+salto avanti raccolto+doppio stag; enjambe cambio ad anello+enjambe cambio con giro+cosacco con giro; flik tempo+doppio carpio; salto raccolto con doppio giro; triplo avvitamento.

Le sue musiche del corpo libero sono state:Phil's Piano Solo (1995-1996), Jack's Conga (1997-1998), La cumparsita (1998-1999) e Les Deux Guitares (2000).
Ha eseguito anche: Tsukahara; doppio sallto avanti; mezzo avvitamento+doppio avvitamento avanti; 2.5 avvitamenti+ salto teso avanti; avvitamento avanti+ raccolto avanti. Ha preparato (ma mai presentato) il Chusovitina.
- Volteggio: Doppio avvitamento Yurchenko; Cuervo teso; Rudi teso (American Cup 1999)

Ha eseguito anche: Yevdokimova; raccolto avanti con avvitamento. Ha preparato (ma mai presentato) l'Amanar.
- Trave: Entrata con salto avanti raccolto + cosacco; flik+flik+salto teso indietro; giro intero; salto carpiato+cosacco; salto avanti carpiato+beat jump; enjambe cambio+gainer LOSO; uscita in salto indietro raccolto.

Ha eseguito anche: Grigoras; doppio stag ad anello; salto avanti raccolto+salto artistico. Ha preparato (ma mai presentato) lo Tskukahara e il doppio salto avanti (uscite).
- Parallele asimmetriche: Entrata Hecht; granvolta con giro+granvolta Hop con mezzo giro+Dawes; Tkatchev+Comaneci; granvolta con mezzo giro+Pak; overshoot; doppio teso con avvitamento d'uscita.

Ha eseguito anche: doppio teso d'uscita; Ray I; undershoot verso la sbarra bassa; Healy con giro.

## Televisione, spettacolo e libri
La Atler ha partecipato a varie gare professionali per le emittenti televisive (Rock 'n' Roll Championships, Reese's Cup, USA vs the World), ed a documentari per Fox Sports News e ESPN.
Ha partecipato al film Per un posto sul podio, come controfigura per le parallele asimmetriche dell'attrice principale, insieme alla compagna di squadra Jamie Dantzscher.
La Atler è apparsa anche in uno spot del Comitato Olimpico degli Stati Uniti, mandato in onda nel 2000, e a uno spot per le merendine Reese's.
A novembre 2014 ha pubblicato un libro per bambini, "Let The River Flow".